# ريكاردوأباريسيدو تافاريس
ريكاردوأباريسيدو تافاريس (23 أبريل 1987 في ساو باولو في البرازيل – )؛ هو لاعب كرة قدم سابق كان يلعب كمدافعجم.

## وصلات خارجية
- ريكاردوأباريسيدو تافاريس على موقع رابطة كرة القدم اليابانية للمحترفين (اليابانية)
- ريكاردوأباريسيدو تافاريس على موقع قاعدة بيانات كرة القدم.إي يو (الإنجليزية)
- ريكاردوأباريسيدو تافاريس على موقع Soccerway.com (الإنجليزية)
- ريكاردوأباريسيدو تافاريس على موقع عالم كرة القدم.نت (الإنجليزية)